# Точильнинское сельское поселение
Точильнинское се́льское поселе́ние — муниципальное образование в Ашинском районе Челябинской области Российской Федерации. В рамках административно-территориального устройства муниципальное образование соответствует административно-территориальной единице Первомайский сельсовет.
Административный центр — посёлок Точильный.

## География
На северо-западе Первомайский сельсовет граничит с территорией республики Башкортостан, на северо-востоке с землями Миньяра, на юге граничит с землями г. Аши.
Главная река — Ашинка, начинается в вершинах гор недалеко от г. Миньяра
В окрестностях п. Точильный, расположенного в долине реки Ашинка, есть карстовая пещера — местная достопримечательность. В весеннее время из горы Ерыкла стремительно выбегает ручей, вода падает с небольшой высоты водопадом.

## Флора и фауна
На территории Первомайского сельсовета произрастают смешанные леса, преобладает липа — богатый медонос. На территории сельсовета произрастают редкие виды растительного мира — кислятка, черемша, орех, фундук.
Вода в Ашинке чистая, водится рыба: форель, хариус.

## История
Первомайский сельский Совет депутатов образован в 1939 году.
Администрация Первомайского сельсовета создана в 1992 году на базе ранее действующего исполнительного комитета Первомайского сельского Совета народных депутатов и является его правопреемником.
С 26 апреля 2000 года название — муниципальное образование «Первомайский сельсовет» Ашинского района Челябинской области,.
Статус и границы сельского поселения установлены Законом Челябинской области от 9 июля 2004 года № 239-ЗО «О статусе и границах Ашинского муниципального района, городских и сельских поселений в его составе»

## Население
| 2002 | 2010 | 2011 | 2012 | 2013 | 2014 | 2015 |
| ---- | ---- | ---- | ---- | ---- | ---- | ---- |
| 254  | ↘190 | ↘188 | ↘184 | ↘164 | ↘137 | ↘135 |
| 2016 | 2017 | 2018 | 2019 | 2020 | 2021 | 2023 |
| ↘132 | ↗138 | ↘123 | ↗124 | ↗130 | ↘111 | ↘106 |

## Состав
| № | Населённый пункт | Тип населённого пункта          | Население |
| - | ---------------- | ------------------------------- | --------- |
| 1 | Абдулка          | посёлок                         | ↘12       |
| 2 | Первомайский     | посёлок                         | ↗10       |
| 3 | Точильный        | посёлок, административный центр | ↘168      |

### Упразднённые населённые пункты
- Решетово — посёлок Первомайского сельсовета в Ашинском районе упразднён в 1995 году[18].

## Инфраструктура
Имеется Первомайская основная общеобразовательная школа, почта, библиотека, сельский дом культуры, ветпункт, фельдшерско-акушерский пункт.